# Féneyrols
Féneyrols est une commune française située dans l'est du département de Tarn-et-Garonne, en région Occitanie.
Sur le plan géologique, historique et culturel, la commune est dans le causse de Caylus, au sud du causse de Limogne, occupant une situation de carrefour à la limite du Quercy et du Rouergue.
Exposée à un climat océanique altéré, elle est drainée par l'Aveyron, le ruisseau de Bonnan, le ruisseau de Lauger et par divers autres petits cours d'eau. La commune possède un patrimoine naturel remarquable : deux sites Natura 2000 (Les « vallées du Tarn, de l'Aveyron, du Viaur, de l'Agout et du Gijou » et la « forêt de Grésigne et environs »), un espace protégé (le « cours de la Garonne, de l'Aveyron, du Viaur et du Tarn ») et six zones naturelles d'intérêt écologique, faunistique et floristique.
Féneyrols est une commune rurale qui compte 164 habitants en 2022, après avoir connu un pic de population de 794 habitants en 1856.  Ses habitants sont appelés les Féneyrolais ou  Féneyrolaises.

## Géographie

### Localisation
La commune de Féneyrols se trouve dans le département de Tarn-et-Garonne, en région Occitanie. Elle est située sur les derniers contreforts sud-ouest du Massif central. Son bourg, rive droite, est dans le Rouergue, tandis que la rive gauche est en Albigeois. C'est une commune limitrophe du département du Tarn.
Elle se situe à 47,5 km de Montauban, préfecture du département, et à 19,8 km de Septfonds, bureau centralisateur du canton de Quercy-Rouergue dont dépend la commune depuis 2015. La commune fait en outre partie de la Communauté de communes du Quercy Rouergue et des gorges de l'Aveyron.

### Communes limitrophes
Les communes limitrophes sont  Espinas, Milhars, Montrosier, Roussayrolles, Saint-Antonin-Noble-Val, Saint-Michel-de-Vax, Varen et Verfeil.
|                            | Espinas              | Verfeil, Varen                                      |
| Saint-Antonin-Noble-Val    | Féneyrols            | Montrosier (Tarn)                                   |
| Saint-Michel-de-Vax (Tarn) | Roussayrolles (Tarn) | Milhars (Tarn), Marnaves (Tarn, par un quadripoint) |

### Géologie et relief
- 7 : Quaternaire récent à actuel. Remplissage des dépressions karstiques (limons) et cailloutis des vallées sèches suspendues (cailloutis à matrice argilo-sableuse)
- 9 : Alluvions fluviatiles actuelles et récentes d'âge compris entre 11430 - 0 BP : sables micacés, argiles tourbeuses et silteuses grises (Holocène)
- 12 : Alluvions würmiennes des terrasses inférieures des rivières et alluvions anciennes des rivières : graviers, galets siliceux, limons, sables grisâtres à fines passées argileuses grises et jaunes (Pléistocène supérieur)
- 68 : Schistes carton, marnes et calcaires à Hildoceras (Formation de Penne) surmontés par des marnes et argiles noirâtres (Formation de Lexos)(Toarcien inférieur à moyen)
- 69 : Calcaires à pectens : calcaires bioclastiques gris et roux. Formation de la "barre à Pecten" (Pliensbachien supérieur)
- 70 : Argilites et marnes grises à noires à Gryphaea cymbium. (Pliensbachien supérieur)
- 71 : Calcaires gréseux et marno-calcaires à brachiopodes et ammonites (zones à Jamesoni et Davoei)
(Pliensbachien inférieur)

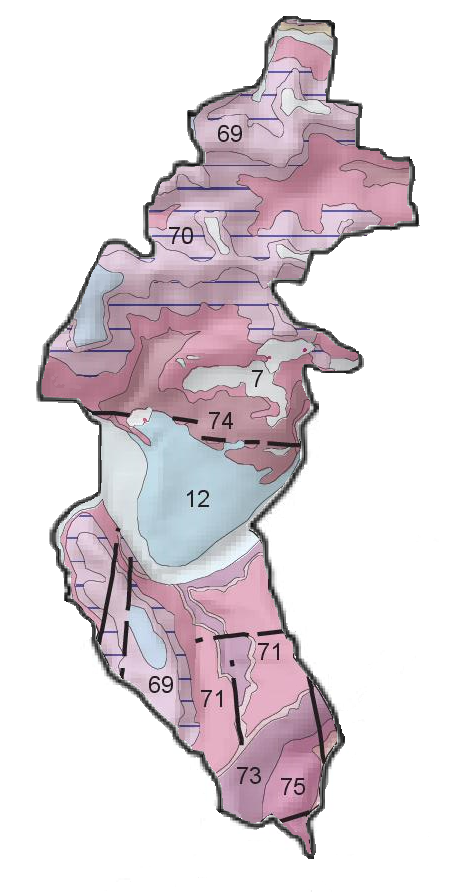
Carte géologique de la commune de Féneyrols.
7 : Quaternaire récent à actuel. Remplissage des dépressions karstiques (limons) et cailloutis des vallées sèches suspendues (cailloutis à matrice argilo-sableuse)
9 : Alluvions fluviatiles actuelles et récentes d'âge compris entre 11430 - 0 BP : sables micacés, argiles tourbeuses et silteuses grises (Holocène)
12 : Alluvions würmiennes des terrasses inférieures des rivières et alluvions anciennes des rivières : graviers, galets siliceux, limons, sables grisâtres à fines passées argileuses grises et jaunes (Pléistocène supérieur)
68 : Schistes carton, marnes et calcaires à Hildoceras (Formation de Penne) surmontés par des marnes et argiles noirâtres (Formation de Lexos)(Toarcien inférieur à moyen)
69 : Calcaires à pectens : calcaires bioclastiques gris et roux. Formation de la "barre à Pecten" (Pliensbachien supérieur)
70 : Argilites et marnes grises à noires à Gryphaea cymbium. (Pliensbachien supérieur)
71 : Calcaires gréseux et marno-calcaires à brachiopodes et ammonites (zones à Jamesoni et Davoei)
(Pliensbachien inférieur)
73 : Calcaires lithographiques à joints marneux (Sinémurien)
74 : Calcaires cargneulisés à la base, calcaires micritiques à microrythmes, calcaires oolitiques et calcaires gréseux au sommet. (Sinémurien-Lotharingien)
75 : Brèches, cargneules, calcaires dolomitiques vacuolaires, dolomies marneuses litées. (Hettangien supérieur)

### Hydrographie

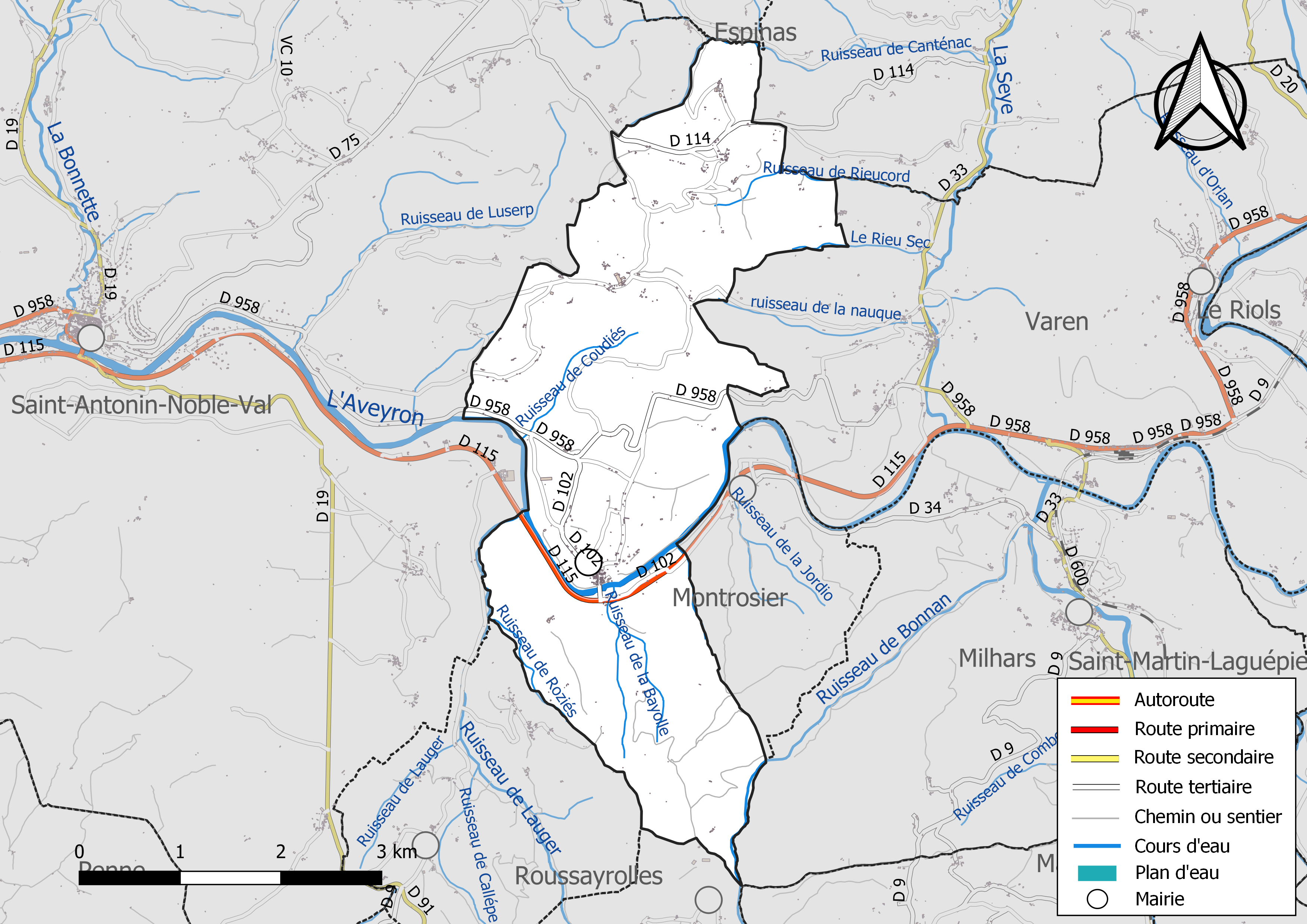
Réseaux hydrographique et routier de Féneyrols.

La commune est dans le bassin versant de la Garonne, au sein du bassin hydrographique Adour-Garonne. Elle est drainée par l'Aveyron, le ruisseau de Bonnan, le ruisseau de Lauger, le Rieu Sec, le ruisseau de Canténac, le ruisseau de Caumont, le ruisseau de Coudiés, le ruisseau de Fon Lades, le ruisseau de la Bayolle, le ruisseau de la Jordio, le ruisseau de la nauque, le ruisseau de Rieucord, le ruisseau de Roziés et par un petit cours d'eau, constituant un réseau hydrographique de 13 km de longueur totale,.
L'Aveyron, d'une longueur totale de 291 km, prend sa source dans la commune de Sévérac d'Aveyron et s'écoule d'est en ouest. Il traverse la commune et se jette dans le Tarn à Barry-d'Islemade, après avoir traversé 60 communes.

### Climat
Pour des articles plus généraux, voir Climat de l'Occitanie et Climat de Tarn-et-Garonne.
En 2010, le climat de la commune est de type climat du Bassin du Sud-Ouest, selon une étude du Centre national de la recherche scientifique s'appuyant sur une série de données couvrant la période 1971-2000. En 2020, Météo-France publie une typologie des climats de la France métropolitaine dans laquelle la commune est exposée à un climat océanique altéré et est dans la région climatique Aquitaine, Gascogne, caractérisée par une pluviométrie abondante au printemps, modérée en automne, un faible ensoleillement au printemps, un été chaud (19,5 °C), des vents faibles, des brouillards fréquents en automne et en hiver et des orages fréquents en été (15 à 20 jours).
Pour la période 1971-2000, la température annuelle moyenne est de 13,5 °C, avec une amplitude thermique annuelle de 15,8 °C. Le cumul annuel moyen de précipitations est de 849 mm, avec 11,5 jours de précipitations en janvier et 5,9 jours en juillet. Pour la période 1991-2020, la température moyenne annuelle observée sur la station météorologique de Météo-France la plus proche, « St-antonin-teus », sur la commune de Saint-Antonin-Noble-Val à 6 km à vol d'oiseau, est de 13,8 °C et le cumul annuel moyen de précipitations est de 872,1 mm. 
La température maximale relevée sur cette station est de 42,5 °C, atteinte le 27 juin 2019 ; la température minimale est de −14 °C, atteinte le 9 février 2012,,.
Les paramètres climatiques de la commune ont été estimés pour le milieu du siècle (2041-2070) selon différents scénarios d'émission de gaz à effet de serre à partir des nouvelles projections climatiques de référence DRIAS-2020. Ils sont consultables sur un site dédié publié par Météo-France en novembre 2022.

### Milieux naturels et biodiversité

#### Espaces protégés
La protection réglementaire est le mode d’intervention le plus fort pour préserver des espaces naturels remarquables et leur biodiversité associée,.
Un  espace protégé est présent sur la commune : 
le « cours de la Garonne, de l'Aveyron, du Viaur et du Tarn », objet d'un arrêté de protection de biotope, d'une superficie de 1 262,3 ha.

#### Réseau Natura 2000

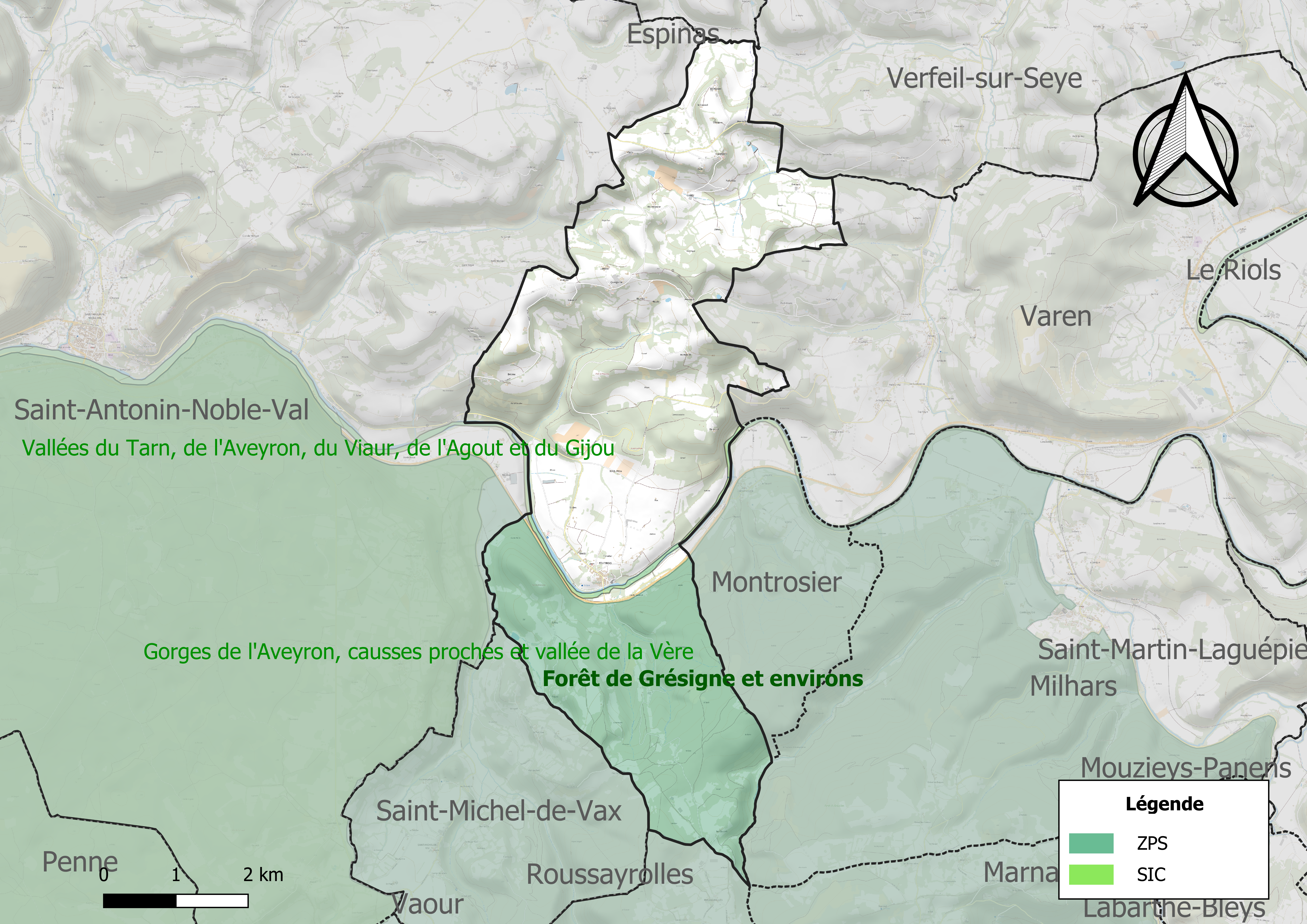
Site Natura 2000 sur le territoire communal.

Le réseau Natura 2000 est un réseau écologique européen de sites naturels d'intérêt écologique élaboré à partir des directives habitats et oiseaux, constitué de zones spéciales de conservation (ZSC) et de zones de protection spéciale (ZPS).
Un site Natura 2000 a été défini sur la commune au titre de la directive habitats :
- Les « vallées du Tarn, de l'Aveyron, du Viaur, de l'Agout et du Gijou », d'une superficie de 17 144 ha, s'étendant sur 136 communes dont 41 dans l'Aveyron, 8 en Haute-Garonne, 50 dans le Tarn et 37 dans le Tarn-et-Garonne. Elles présentent une très grande diversité d'habitats et d'espèces dans ce vaste réseau de cours d'eau et de gorges. La présence de la Loutre d'Europe et de la moule perlière d'eau douce est également d'un intérêt majeur[17]

et un au titre de la directive oiseaux : 
- la « forêt de Grésigne et environs », d'une superficie de 27 701 ha, un site où onze espèces de l'annexe 1 se reproduisent régulièrement sur le site, parmi lesquelles sept espèces de rapaces (dont le Faucon pèlerin et le Grand-Duc d'Europe)[18].

#### Zones naturelles d'intérêt écologique, faunistique et floristique
L’inventaire des zones naturelles d'intérêt écologique, faunistique et floristique (ZNIEFF) a pour objectif de réaliser une couverture des zones les plus intéressantes sur le plan écologique, essentiellement dans la perspective d’améliorer la connaissance du patrimoine naturel national et de fournir aux différents décideurs un outil d’aide à la prise en compte de l’environnement dans l’aménagement du territoire.
Trois ZNIEFF de type 1 sont recensées sur la commune :
- la « rivière Aveyron » (3 500 ha), couvrant 63 communes dont 38 dans l'Aveyron, cinq dans le Tarn et 20 dans le Tarn-et-Garonne[20] ;
- la « vallée de Bonnan, forêt de Grézelles et vallon de Bayolle » (729 ha), couvrant 5 communes dont quatre dans le Tarn et une dans le Tarn-et-Garonne[21] ;
- le « vallon et hauts de versant de Laussière » (334 ha), couvrant 3 communes dont deux dans le Tarn et une dans le Tarn-et-Garonne[22] ;

et trois ZNIEFF de type 2, : 
- la « forêt de Grésigne et environs » (18 733 ha), couvrant 21 communes dont 17 dans le Tarn et quatre dans le Tarn-et-Garonne[23] ;
- la « vallée de l' Aveyron » (14 644 ha), couvrant 68 communes dont 41 dans l'Aveyron, cinq dans le Tarn et 22 dans le Tarn-et-Garonne[24] ;
- la « vallée de la Bonnette et vallée de la Seye » (6 289 ha), couvrant 12 communes du département[25].

Carte des ZNIEFF de type 1 et 2 à Féneyrols.
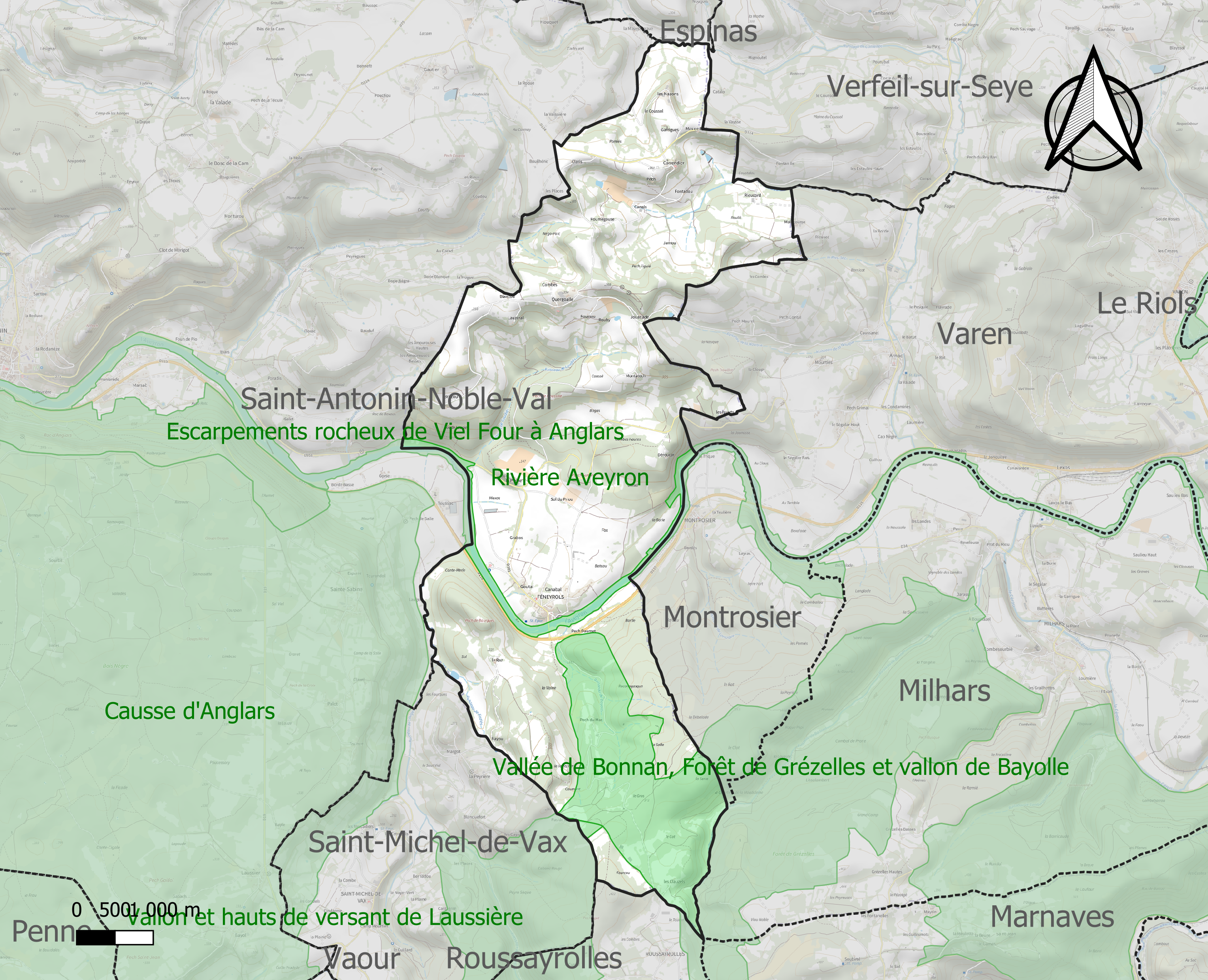
Carte des ZNIEFF de type 1 sur la commune.
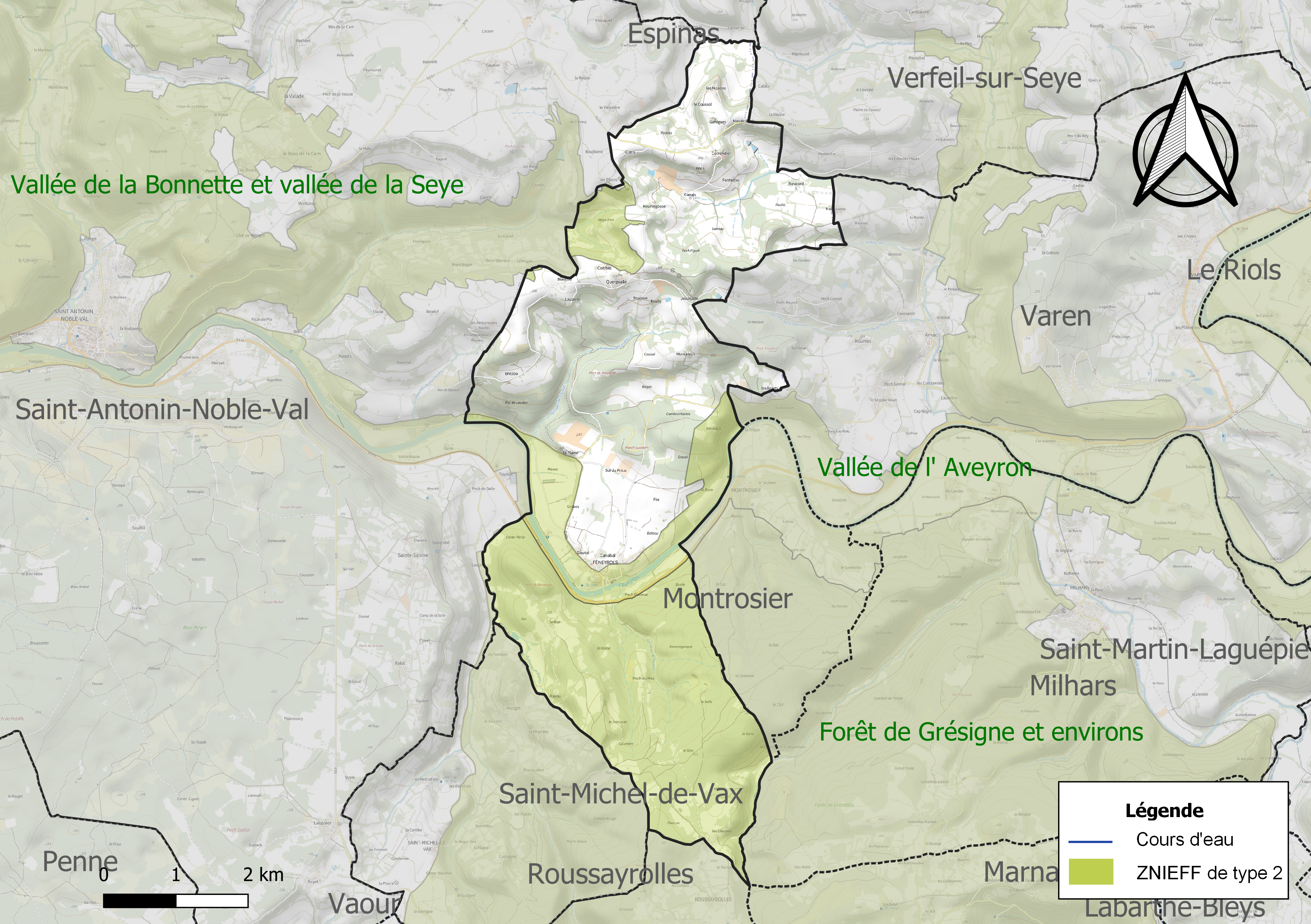
Carte des ZNIEFF de type 2 sur la commune.

## Urbanisme

### Typologie
Au 1er janvier 2024, Féneyrols est catégorisée commune rurale à habitat très dispersé, selon la nouvelle grille communale de densité à sept niveaux définie par l'Insee en 2022.
Elle est située hors unité urbaine et hors attraction des villes,.

### Occupation des sols
L'occupation des sols de la commune, telle qu'elle ressort de la base de données européenne d’occupation biophysique des sols Corine Land Cover (CLC), est marquée par l'importance des territoires agricoles (51,1 % en 2018), une proportion identique à celle de 1990 (51,1 %). La répartition détaillée en 2018 est la suivante : 
forêts (48,9 %), zones agricoles hétérogènes (33,1 %), terres arables (10,5 %), prairies (7,6 %),.

### Hameaux et lieux-dits
Cette commune est composée de trois villages (présence d'une église et non d'une chapelle) : Carrendier, Féneyrols et Quergoale, et d'une multitude de hameaux, Nazons, Lauzeral, Le Raoussou...

### Voies de communication
La commune est traversée par trois voies routières départementales orientées ouest-est : au nord, la D114 ; au sud, la D958, rive droite, voie historique et la D115, rive gauche, reprenant le tracé de l'ancienne voie ferrée, enfin la D102 relie la D958 à la D115 en traversant le bourg et l'Aveyron.

#### Les voies communales
- N°1 de Carrendier à Féneyrols
- N°1ter dit emb sur la Raoussou
- N°3 de Quergoale à Saint Antonin
- N°6 de l'église à Féneyrols

#### Les chemins ruraux
- de Féneyrols à Déroucat (rive droite, le long de la rivière)

- de Féneyrols à Arnac

- de Féneyrols à Bateau

- de Coudiés à Féneyrols

- de Varen à Féneyrols

- de Saint Antonin à Arnac

- d'Arnac à Vinayre

- de Quergoale à Coudiés

- de Quergoale à l'Espinasse

- de Raoussou à Favars et à Reygade

- de Raoussou à Coudiès

- des Amouroux à Féneyrols

- de Carrendier à Liversenc

- de Carrendier à Jammou

- de Carrendier à Féneyrols

- de Carrendier à Arnac, Varen et Verfeil

- de Cadourel à Carrendier

- de Nazons à Carrendier

- de Garrigues

- de Roulié à Rieucourd

- de Lauzeral à Favars
- N°1 de sol priou à Féneyrols

- N°2 de Raoussou

- N°5 de Féneyrols à Grezels-bas

- N°6 de Saint Antonin à Féneyrols

- N°7

- N°8 de Quergoale al Mouly del Rey
- dit de Bateau
- dit de Blanqui
- dit Boudet
- dit de Canabal
- dit de Cantelause
- dit du château de Villette
- dit de Combes
- dit des Combes hautes
- dit de Cordes
- dit de Coudiès
- dit de Coustaloux
- dit de Falguières
- dit de Gorse
- dit du Goutal
- dit de la Jouanade
- dit de Lauzeral
- dit de Margot
- dit de Montatech
- dit de Négo Porc
- dit du Pech
- dit de Pech des Mas
- dit de Prat Pernou
- dit de Raoussou
- dit de Rieucord
- dit de Roumégouse
- dit de Ségalar.

### Risques majeurs
Le territoire de la commune de Féneyrols est vulnérable à différents aléas naturels : météorologiques (tempête, orage, neige, grand froid, canicule ou sécheresse), inondations, feux de forêts, mouvements de terrains et séisme (sismicité très faible). Il est également exposé à deux risques technologiques,  le transport de matières dangereuses et la rupture d'un barrage. Un site publié par le BRGM permet d'évaluer simplement et rapidement les risques d'un bien localisé soit par son adresse soit par le numéro de sa parcelle.

#### Risques naturels
Certaines parties du territoire communal sont susceptibles d’être affectées par le risque d’inondation par débordement de cours d'eau, notamment l'Aveyron. La cartographie des zones inondables en ex-Midi-Pyrénées réalisée dans le cadre du XIe Contrat de plan État-région, visant à informer les citoyens et les décideurs sur le risque d’inondation, est accessible sur le site de la DREAL Occitanie. La commune a été reconnue en état de catastrophe naturelle au titre des dommages causés par les inondations et coulées de boue survenues en 1982, 1999, 2003 et 2021,.
Féneyrols est exposée au risque de feu de forêt du fait de la présence sur son territoire . Le département de Tarn-et-Garonne présentant toutefois globalement un niveau d’aléa moyen à faible très localisé, aucun Plan départemental de protection des forêts contre les risques d’incendie de forêt (PFCIF) n'a été élaboré. Le débroussaillement aux abords des maisons constitue l’une des meilleures protections pour les particuliers contre le feu,.

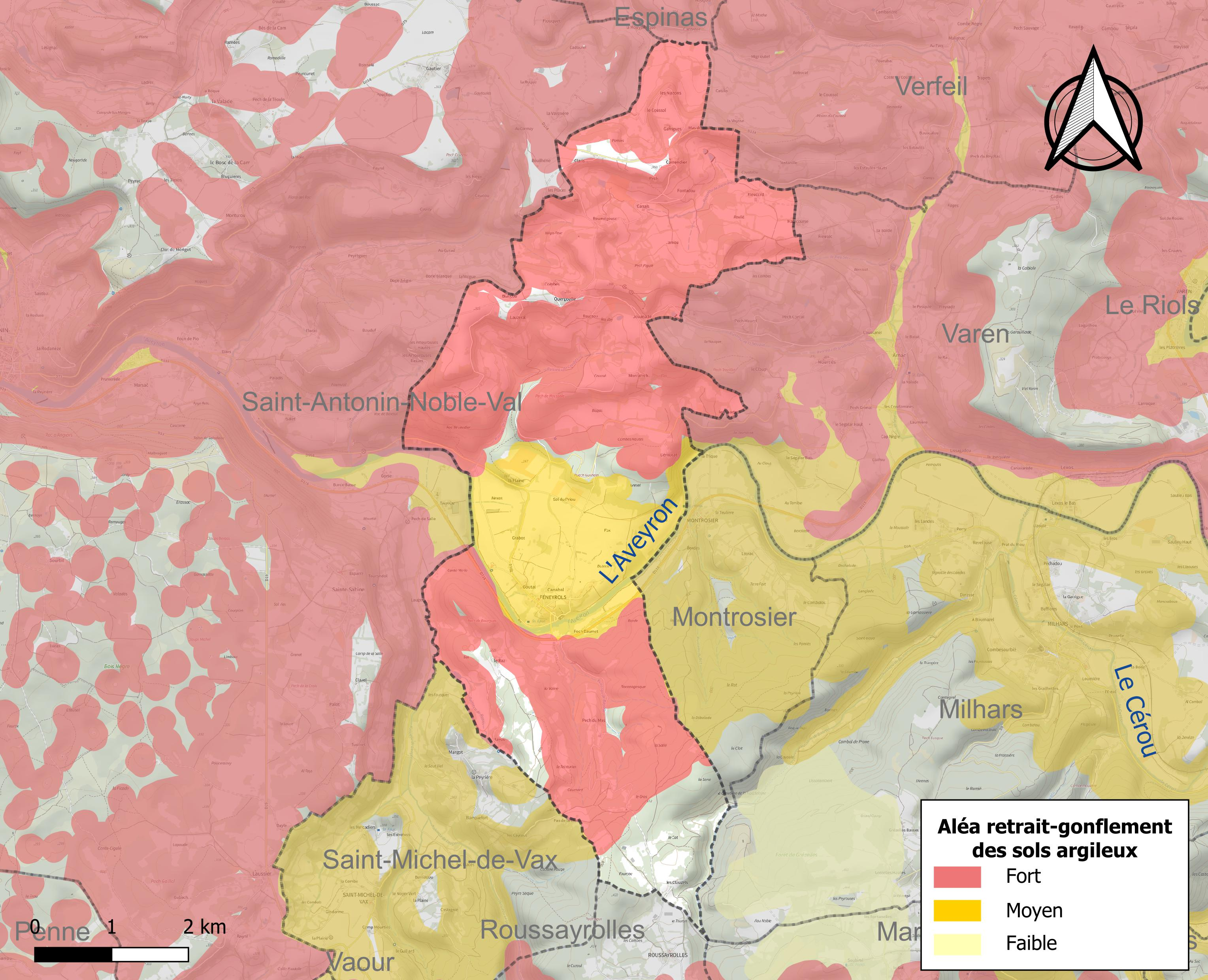
Carte des zones d'aléa retrait-gonflement des sols argileux de Féneyrols.

Les mouvements de terrains susceptibles de se produire sur la commune sont des tassements différentiels.
Le retrait-gonflement des sols argileux est susceptible d'engendrer des dommages importants aux bâtiments en cas d’alternance de périodes de sécheresse et de pluie. 87,3 % de la superficie communale est en aléa moyen ou fort (92 % au niveau départemental et 48,5 % au niveau national). Sur les 177 bâtiments dénombrés sur la commune en 2019, 173 sont en aléa moyen ou fort, soit 98 %, à comparer aux 96 % au niveau départemental et 54 % au niveau national. Une cartographie de l'exposition du territoire national au retrait gonflement des sols argileux est disponible sur le site du BRGM,.
Par ailleurs, afin de mieux appréhender le risque d’affaissement de terrain, l'inventaire national des cavités souterraines permet de localiser celles situées sur la commune.
Concernant les mouvements de terrains, la commune a été reconnue en état de catastrophe naturelle au titre des dommages causés par la sécheresse en 2003 et 2018 et par des mouvements de terrain en 1999.

#### Risques technologiques
Le risque de transport de matières dangereuses sur la commune est lié à sa traversée par des infrastructures routières ou ferroviaires importantes ou la présence d'une canalisation de transport d'hydrocarbures. Un accident se produisant sur de telles infrastructures est susceptible d’avoir des effets graves sur les biens, les personnes ou l'environnement, selon la nature du matériau transporté. Des dispositions d’urbanisme peuvent être préconisées en conséquence.
La commune est en outre située en aval des barrages de Pareloup, de Pont-de-Salars et de Saint-Géraud, des ouvrages de classe A disposant d'une retenue de respectivement 169, 21 et 15 millions de mètres cubes,,. À ce titre elle est susceptible d’être touchée par l’onde de submersion consécutive à la rupture d'un de ces ouvrages.

## Toponymie
La commune prend son nom de l'ancien français fenil signifiant foin, ou fenal signifiant faneur, donnant dans le Midi le diminutif fenayrol ou fenayroux.

## Histoire

### Antiquité
Un site d'habitat de l'époque celtique est attesté entre le village et l'église.

### Moyen-Âge
En 818, l'église Sainte Marie de Quergoale est attaché à l'abbaye de Saint-Antonin.
Le lieu de Féneyrols est attesté dès 1259.
En 1281, la baronnie de Féneyrols est attribuée par le roi Philippe le Hardi à Géraud IV de Cazaubon, avec droits de pesade ainsi que droit de haute et basse justice.
En 1282, la comtesse Anne de Cazaubon épouse Ratier II de Castelnau des Vaux, et lui apporte en dot la baronnie de Milhars.
Le 12 mars 1295, Géraud de Cazaubon mourut sans enfant, et sa succession échut à Raymond de Castelnau, petit-fils de Anne de Cazaubon.
Le 28 mai 1313, Raymond de Castelnau transige avec les consuls de Saint-Antonin, et établit de concert avec eux les limites des lieux de Carrendier, Cargoale et Fénayrols
En 1335, Hélipx de Castelnau, fille de Raymond de Castelnau et de Germaine de Fontanes épouse Guillalmon de Lafon et lui apporte en dot les terres de Cargoale et de Féneyrols, en paréage avec sa sœur Héléne.
En 1337, Hélène de Castelnau des Vaux dite La dame de Milhars, fille ainée de Raymond de Castelnau et de Germaine de Fontanes, épouse Arnaud IV de Bérail.
Durant la guerre de Cent Ans, Féneyrols est occupée par les Anglais de 1352 à 1354 puis en décembre 1358 et libérée en février 1359 par les Saint-Antoninois.
Le 28 mai 1359, les familles de Bérail et de Lafon transige la seigneurie de Féneyrols. La famille de Lafon gérera Féneyrols jusqu’en 1763.
En 1362, Jean I de Lafon, fils de Guillalmon, épouse Anne de Rabastens. Le 12 décembre, Fénayrols tombe au pouvoir des Anglais, pour trois mois seulement.
Jean II, Ratier, Olivier, Pons et Arnaud de Lafon se succèdent.
En 1450, Jean de Bérail, co-seigneur de Féneyrols et Quergoals décède sans postérité et lègue à Raymond de Cazillac, parent du côté maternel, son nom et ses armes

### Temps modernes
Fin XVIIe, Marie-Renée le Genevois, petite-fille de François II de Cazillac rachète la baronnie de Cazillac, qu'elle léguera à sa mort en 1721 à sa nièce Marie-Jeanne Voisin épouse de Chrétien François de Lamoignon de Basville, président du Parlement de Paris.
En 1766, Marie-Anne de Foucaud-Villars, veuve de Rey de Saint-Gery achète 360 000 livres  à monsieur de Lamoignon, les terres et rentes d'une partie de Féneyrols, qu'elle revend un an plus tard à Antoine de Rous.

### Époque contemporaine
Féneyrols a disposé d'une gare, toujours visible, sur la ligne de Lexos à Montauban-Ville-Bourbon fermée en 1955 puis déferrée.

## Politique et administration

### Élections municipales
| Période                                  | Période  | Identité                | Étiquette | Qualité |
| ---------------------------------------- | -------- | ----------------------- | --------- | ------- |
| Les données manquantes sont à compléter. |          |                         |           |         |
| 1842                                     | 1848     | Joseph Palaprat         |           |         |
| 1848                                     | 1852     | Jean Bes                |           |         |
| 1852                                     | 1858     | Joseph Palaprat         |           |         |
| 1858                                     | 1879     | Jacques-Émile Rous      |           |         |
| 1879                                     | 1884     | Jean-Pierre Malroux     |           |         |
| 1884                                     | 1887     | Jacques-Émile Rous      |           |         |
| 1887                                     | 1919     | Germain Rous            |           |         |
| novembre 1919                            | 1925     | Victor Cézerac          |           |         |
| mai 1925                                 | 1953     | Émile Rous de Feneyrols |           |         |
| avril 1953                               | 1965     | Gaston Rivière          |           |         |
| mars 1965                                | 1971     | Gervais Laurent         |           |         |
| mars 1971                                | 2004     | Denis Denayrolles       |           |         |
| mars 2004                                | 2020     | Brigitte Audouard       |           |         |
| mars 2020                                | En cours | Christian Galland       |           |         |

## Population et société

### Démographie
L'évolution du nombre d'habitants est connue à travers les recensements de la population effectués dans la commune depuis 1793. Pour les communes de moins de 10 000 habitants, une enquête de recensement portant sur toute la population est réalisée tous les cinq ans, les populations de référence des années intermédiaires étant quant à elles estimées par interpolation ou extrapolation. Pour la commune, le premier recensement exhaustif entrant dans le cadre du nouveau dispositif a été réalisé en 2007.

En 2022, la commune comptait 164 habitants, en évolution de +9,33 % par rapport à 2016 (Tarn-et-Garonne : +3,12 %, France hors Mayotte : +2,11 %).
| 1793 | 1800 | 1806 | 1821 | 1831 | 1836 | 1841 | 1846 | 1851 |
| ---- | ---- | ---- | ---- | ---- | ---- | ---- | ---- | ---- |
| 560  | 601  | 758  | 759  | 792  | 773  | 741  | 734  | 743  |

| 1856 | 1861 | 1866 | 1872 | 1876 | 1881 | 1886 | 1891 | 1896 |
| ---- | ---- | ---- | ---- | ---- | ---- | ---- | ---- | ---- |
| 794  | 755  | 725  | 685  | 648  | 653  | 656  | 627  | 620  |

| 1901 | 1906 | 1911 | 1921 | 1926 | 1931 | 1936 | 1946 | 1954 |
| ---- | ---- | ---- | ---- | ---- | ---- | ---- | ---- | ---- |
| 580  | 569  | 528  | 442  | 395  | 375  | 355  | 342  | 294  |

| 1962 | 1968 | 1975 | 1982 | 1990 | 1999 | 2006 | 2007 | 2012 |
| ---- | ---- | ---- | ---- | ---- | ---- | ---- | ---- | ---- |
| 238  | 185  | 176  | 136  | 141  | 166  | 174  | 175  | 159  |

| 2017 | 2022 | - | - | - | - | - | - | - |
| ---- | ---- | - | - | - | - | - | - | - |
| 147  | 164  | - | - | - | - | - | - | - |

## Économie

### Emploi
|                | 2008   | 2013   | 2018   |
| -------------- | ------ | ------ | ------ |
| Commune        | 14,5 % | 7,4 %  | 23,9 % |
| Département    | 8,4 %  | 10,2 % | 10,3 % |
| France entière | 8,3 %  | 10 %   | 10 %   |

En 2018, la population âgée de 15 à 64 ans s'élève à 86 personnes, parmi lesquelles on compte 68,2 % d'actifs (44,3 % ayant un emploi et 23,9 % de chômeurs) et 31,8 % d'inactifs,. Depuis 2008, le taux de chômage communal (au sens du recensement) des 15-64 ans est supérieur à celui de la France et du département.
La commune est hors attraction des villes,. Elle compte 40 emplois en 2018, contre 42 en 2013 et 51 en 2008. Le nombre d'actifs ayant un emploi résidant dans la commune est de 39, soit un indicateur de concentration d'emploi de 101,3 % et un taux d'activité parmi les 15 ans ou plus de 46,2 %.
Sur ces 39 actifs de 15 ans ou plus ayant un emploi, 16 travaillent dans la commune, soit 40 % des habitants. Pour se rendre au travail, 72,5 % des habitants utilisent un véhicule personnel ou de fonction à quatre roues, 10 % s'y rendent en deux-roues, à vélo ou à pied et 17,5 % n'ont pas besoin de transport (travail au domicile).

### Activités hors agriculture
13 établissements sont implantés  à Féneyrols au 31 décembre 2019.
Le secteur des autres activités de services est prépondérant sur la commune puisqu'il représente 23,1 % du nombre total d'établissements de la commune (3 sur les 13 entreprises implantées  à Féneyrols), contre 9,3 % au niveau départemental.

### Agriculture
La commune est dans les Causses du Quercy, une petite région agricole située dans l'est du département de Tarn-et-Garonne. En 2020, l'orientation technico-économique de l'agriculture  sur la commune est la polyculture et/ou le polyélevage. 
|               | 1988 | 2000 | 2010 | 2020 |
| ------------- | ---- | ---- | ---- | ---- |
| Exploitations | 16   | 18   | 13   | 13   |
| SAU (ha)      | 539  | 742  | 699  | 588  |

Le nombre d'exploitations agricoles en activité et ayant leur siège dans la commune est passé de 16 lors du recensement agricole de 1988  à 18 en 2000 puis à 13 en 2010 et enfin à 13 en 2020, soit une baisse de 19 % en 32 ans. Le même mouvement est observé à l'échelle du département qui a perdu pendant cette période 57 % de ses exploitations,. La surface agricole utilisée sur la commune a quant à elle augmenté, passant de 539 ha en 1988 à 588 ha en 2020. Parallèlement la surface agricole utilisée moyenne par exploitation a augmenté, passant de 34 à 45 ha.

## Culture locale et patrimoine

### Lieux et monuments
- Château de Capduelh (de Caput Urbis c'est-à-dire littéralement l'« endroit principal de la ville ») est inscrit au titre des monuments historiques en 1951[55].
- Calvaire au lieu-dit Carrendier conçu par l'abbé Chevalt et sculpté par Bordas en 1877. Publié à l'Inventaire général des monuments historiques au 24 décembre 1990[56].
- Église Saint-Clair à Quergoale, auparavant église paroissiale Notre-Dame, mentionnée dès 819. Changement de vocable survenu en 1495[57].
- Église Saint-Julien à Carrendier. L'édifice est référencé dans la base Mérimée et à l'Inventaire général Région Occitanie[58]. Plusieurs objets sont référencés dans la base Palissy[58].
- Église Saint-Jean-Baptiste à Féneyrols.
- Chapelle Saint-Pierre-aux-Liens de Féneyrols.
- Église de Saint-Amans, en ruine à la fin du XVIIIe disparue sous les remblais de la voie ferrée.

### Personnalités liées à la commune
- Pierre de Castelnau-Bretenoux (1298-1333), évêque de Rodez, décimateur de Féneyrols.

## Pour approfondir